# لی کالینز
لی کالینز (انگلیسی: Leigh Collins; ۵ مارس ۱۹۰۱ – ۴ اکتبر ۱۹۷۵) بازیکن فوتبال اهل بریتانیا بود.
از باشگاه‌هایی که در آن بازی کرده‌است می‌توان به باشگاه فوتبال نلسون، باشگاه فوتبال کرو آلکساندرا، و باشگاه فوتبال استالی‌بریج سلتیک اشاره کرد.